# П'єр-Ів Полома
П'єр-Ів Полома (фр. Pierre-Yves Polomat, нар. 27 грудня 1993, Фор-де-Франс) — французький футболіст, захисник клубу «Генчлербірлігі». Грав за молодіжну збірну Франції.

## Клубна кар'єра
Народився 27 грудня 1993 року в місті Фор-де-Франс (Мартиніка). Вихованець юнацьких команд футбольних клубів «Пелеєн», «Ессор Прешотен», «Марсель» та «Сент-Етьєн».
У дорослому футболі дебютував 2012 року виступами за команду клубу «Сент-Етьєн», в якій, утім, лише декілька разів виходив на поле. Тож 2014 року гравця було відправлено в оренду, спочатку до «Шатору», а згодом до «Лаваля».
До складу «Сент-Етьєна» повернувся 2015 року. Полома не був основним гравцем «Сент-Етьєна», однак за два сезони зіграв у 26 матчах Ліги 1 та дебютував у Лізі Європи.
22 липня 2017 Полома був відданий в оренду на сезон до клубу Ліги 2 «Осер». Там він став гравцем основного складу, провівши 28 матчів у чемпіонаті. 16 березня 2018 він був вилучений з поля в матчі проти «Кевії» через бійку на полі зі своїм одноклубником Мікаелем Баррето. Після цього інциденту «Осер» відрахував Полома з клубу та достроково розірвав оренду, і до кінця сезону він більше не грав.
У сезоні 2018/19 знову продовжив грати за «Сент-Етьєна», не маючи стабільного місця в основі: 18 матчів чемпіонату з 38 можливих.
У липні 2019 перейшов до турецького «Генчлербірлігі» як вільний агент.

## Виступи за збірну
2013 року залучався до складу молодіжної збірної Франції. На молодіжному рівні зіграв у 2 офіційних матчах.

## Титули і досягнення
- Чемпіон світу (U-20): 2013